# Egidijus Meilūnas
Egidijus Meilūnas (ur. 14 kwietnia 1964) – litewski lekarz i dyplomata, ambasador Republiki Litewskiej w Polsce (2004–2010), Japonii (2012–2017), Irlandii (2017–2020) oraz Kanadzie (od 2025), były wiceminister spraw zagranicznych.

## Życiorys
W 1989 ukończył studia na Wydziale Medycyny Uniwersytetu Wileńskiego, specjalizując się w zakresie pediatrii, następnie do 1990 był pracownikiem naukowym w Katedrze Chirurgii tejże uczelni. W 2001 uzyskał tytuł zawodowy magistra prawa na Wydziale Prawa UW.
Od 1991 do 1992 pełnił funkcję zastępcy dyrektora Departamentu Prasowego w rządzie Republiki Litewskiej. Następnie podjął pracę w dyplomacji. Do 1995 przebywał na placówce w Warszawie jako attaché, drugi sekretarz i radca ambasady. Przez kolejne trzy lata w litewskim MSZ zajmował stanowisko szefa Wydziału Krajów Europy Środkowej oraz wicedyrektora Departamentu Politycznego.
Od 1998 do 2003 pełnił funkcję najpierw zastępcy doradcy, a następnie (od 2002) doradcy prezydenta Valdasa Adamkusa ds. polityki zagranicznej. W tym okresie był także sekretarzem wykonawczym Rady Koordynacyjnej ds. Polityki Zagranicznej przy Prezydencie Republiki Litewskiej, a także współprzewodniczącym Komitetu Konsultacyjnego Prezydentów Polski i Litwy. Później powrócił do MSZ, w którym został inspektorem generalnym.
Od 19 lipca 2004 sprawował urząd ambasadora Republiki Litewskiej w Warszawie. Misję zakończył 13 września 2010.
17 września 2010 otrzymał nominację na stanowisko wiceministra spraw zagranicznych. 23 października 2012 został nominowany na ambasadora Republiki Litewskiej w Japonii z dodatkowymi państwami akredytacji: Republiką Filipin, Związkiem Australijskim, Nową Zelandią, Singapurem, Republiką Indonezji a także przy ASEAN. Misję zakończył z dniem 23 sierpnia 2017. Od 24 sierpnia 2017 do 11 listopada 2020 pełnił funkcję ambasadora Litwy w Irlandii. W grudniu 2020 został ponownie wiceministrem spraw zagranicznych. Funkcję sprawował do 2024. Następnie objął stanowisko ambasadora Litwy w Kanadzie. 

## Odznaczenia
- Krzyż Kawalerski Orderu Zasługi Rzeczypospolitej (1997)[12]
- Order „Za zasługi” III klasy (Ukraina, 1998)[13]
- Krzyż Komandorski Orderu Zasługi Rzeczypospolitej (1999)[14]
- Krzyż Komandorski z Gwiazdą Orderu Zasługi Rzeczypospolitej (2003)[15]
- Krzyż Komandorski Orderu „Za Zasługi dla Litwy” (2003)[16].